# Belocera fuscifrons
Belocera fuscifrons är en insektsart som beskrevs av Chen 2002. Belocera fuscifrons ingår i släktet Belocera och familjen sporrstritar. Inga underarter finns listade i Catalogue of Life.